# مارکوارد بوم
مارکوارد بوم (انگلیسی: Marquard Bohm؛ ۲۷ ژوئن ۱۹۴۱ – ۳ فوریهٔ ۲۰۰۶) یک هنرپیشه اهل آلمان بود. 
از فیلم‌ها یا برنامه‌های تلویزیونی که وی در آن نقش داشته است می‌توان به بن‌بست، ترس روح را می‌خورد، سلاطین جاده اشاره کرد.